# Ganodes garciai
Ganodes garciai (лат.) — вид наездников-ихневомнид рода Ganodes из подсемейства Poemeniinae (Ichneumonidae). Неотропика: Венесуэла.

## Описание
Наездники-ихневмониды средних размеров (1 см). От близких видов отличается следующими признаками: лицо полностью белое; боковые края тергитов II—IV чёрные; спекулюм с крупными пунктурами, боковая часть проподеума шершаво-пунктированная; задние тазики чёрные; задние бёдра без продольных чёрных полос. Коготки передних и средних лапок самки с мелкими зубцами. Имеют стройное удлиненное тело с длинным яйцекладом. Биология неизвестна.